# Ivor Abrahams
Ivor Abrahams (ur. 10 stycznia 1935 w Wigan,  zm. 6 stycznia 2015) – angielski rzeźbiarz, twórca obiektów i grafik.
Akademickie wykształcenie odebrał w latach 1952–57 m.in. w Camberwell School of Art. Poprzez doświadczenia Pop-artu oraz w oparciu o tradycyjną angielską sztukę ogrodów, doszedł do własnego stylu subtelnych przestrzeni w naturze. Jego aranżacje fragmentów parków z trawnikami, cyprysokształtnymi thujami, żywopłotami, tworzącymi nisze, ławkami stanowią nawiązanie do ogrodów barokowych, przy czym są jednocześnie ironicznymi cytatami, poprzez zastosowanie współczesnych materiałów takich jak latex, włókna sztuczne, plastik itp.